# Ocho catalán

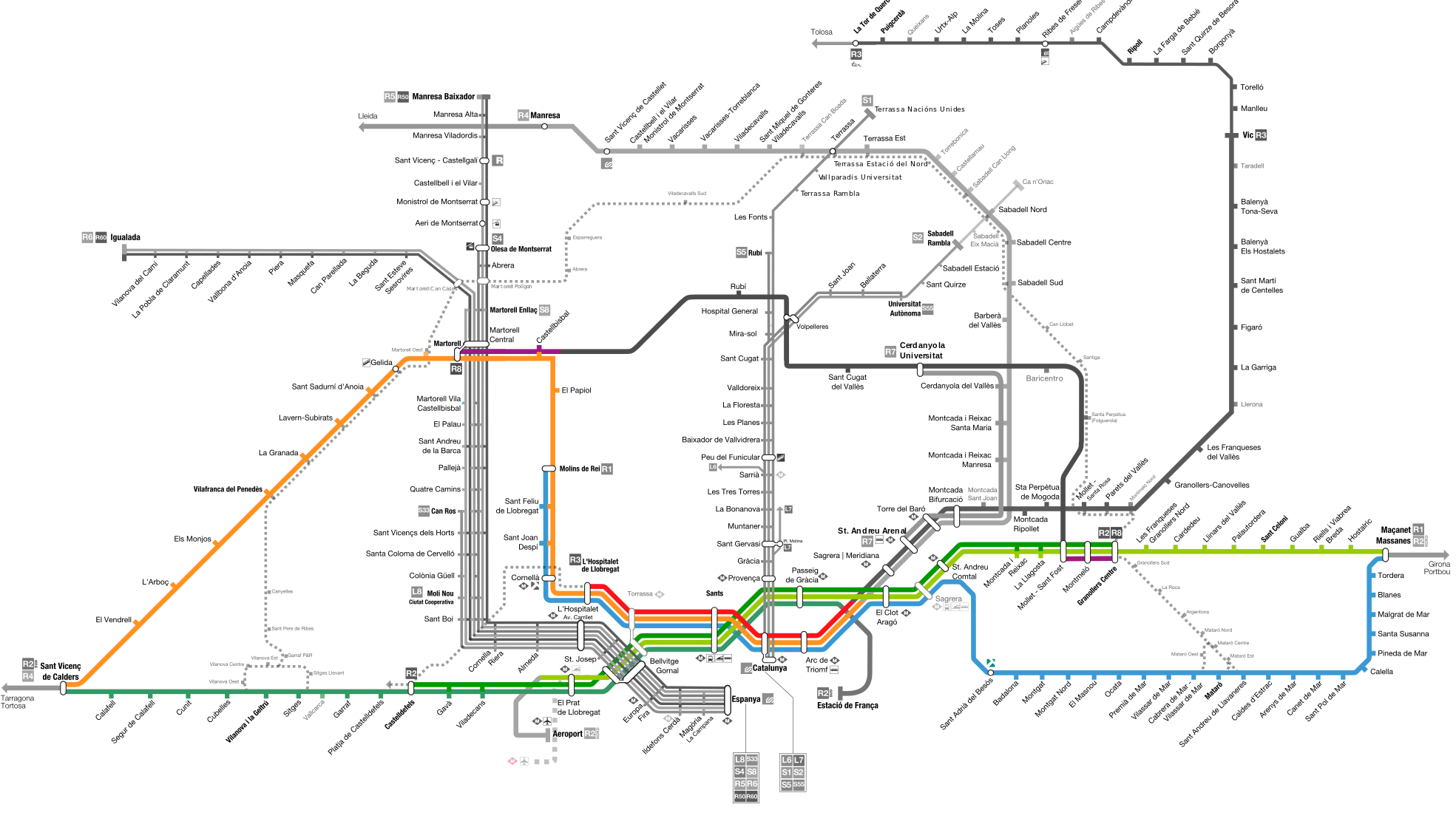

El ocho catalán es como se conocen tradicionalmente en el mundo ferroviario español las cuatro líneas de la red ferroviaria de ancho ibérico de la región metropolitana de Barcelona que dibujan un ocho delimitado por las estaciones de Maçanet-Massanes al norte y Sant Vicenç de Calders al sur y que tienen como centro la ciudad de Barcelona. haciendo dos de ellas el recorrido por la costa y las otras dos por el interior. Las cuatro líneas serían las siguientes: 
- La línea Barcelona-Vilanova-Valls, en su tramo entre la ciudad condal y Sant Vicenç de Calders.
- La línea Barcelona-Martorell-Vilafranca-Tarragona, también en su tramo entre Barcelona y Sant Vicenç de Calders.
- La línea Barcelona-Port Bou, en su tramo entre la capital catalana y la estación de Maçanet-Massanes.
- La línea Barcelona-Mataró-Maçanet-Massanes, completa.[1]